# Obila tabascana
Obila tabascana är en fjärilsart som beskrevs av William Schaus 1901. Obila tabascana ingår i släktet Obila och familjen mätare. Inga underarter finns listade i Catalogue of Life.